# Xã New Sweden, Quận Nicollet, Minnesota
Xã New Sweden (tiếng Anh: New Sweden Township) là một xã thuộc quận Nicollet, tiểu bang Minnesota, Hoa Kỳ. Năm 2010, dân số của xã này là 297 người.